# ARVID
ARVID (Akustischer Regionaler Verkehrs-Informations-Dienst) war ein Audiodienst der Medienanstalt Sachsen-Anhalt, der Verkehrsmeldungen und Wettervorhersagen bot.

## Über den Dienst
Der Dienst wurde von einem Sprachcomputer namens „Tanja“ gesprochen und bot Verkehrsinformationen und Wettervorhersagen für Sachsen-Anhalt, die rund um die Uhr gesendet werden. Bekannte Vorbilder sind WDR Vera des Westdeutschen Rundfunks, BR Verkehr des Bayerischen Rundfunks und NDR Traffic des Norddeutschen Rundfunks. Die Verkehrsmeldungen wurden von der Landesmeldestelle von Sachsen-Anhalt und den Privatsendern Radio SAW und Radio Brocken zugeliefert.

## Geschichte
ARVID wurde im Jahr 1999 im Rahmen eines DAB-Pilotprojekts von der Firma GEWI aus Staßfurt vorgestellt. Das Ziel war laut Betreiber die vereinfachte Präsentation von stark nachgefragten Serviceleistungen, die einen Beitrag zur Verkehrssicherheit leisten.
Im Zuge der Einführung von DAB+ wurde ARVID Anfang 2012 eingestellt, als Ersatz wird TPEG angesehen, dass allerdings nicht mit allen DAB-Empfängern empfangen werden kann.